# كارل لوتز (دبلوماسي)
كارل لوتز (بالإنجليزية: Carl Lutz)‏ (و. 1895 – 1975 م) هو دبلوماسي أمريكي، توفي في برن، عن عمر يناهز 80 عاماً.

## التعليم
تعلم في جامعة جورج واشنطن، وCentral Wesleyan College ‏.

## جوائز
حصل على جوائز منها:
- الصالحون بين الأمم
- صليب القائد لنيشان استحقاق جمهورية ألمانيا الاتحادية.

## روابط خارجية
- كارل لوتز على موقع مونزينجر (الألمانية)